# Šljivovac (okręg braniczewski)
Šljivovac (cyr. Шљивовац) – wieś w Serbii, w okręgu braniczewskim, w gminie Malo Crniće. W 2011 roku liczyła 114 mieszkańców.